# Государственный музей искусств Грузии
Музей искусств Грузии (груз. საქართველოს ხელოვნების მუზეუმი, сак’арт’велос хеловнебис музеуми), полностью Музей изобразительных искусств имени Шалва Амиранашвили (груз. შალვა ამირანაშვილის სახელობის ხელოვნების მუზეუმი, Шалва Амиранашвилис сахелобис хеловнебис музеуми), — один из наиболее важных музеев в Грузии.
Музей расположен в д. 1 на улице Ладо Гудиашвили, вблизи Площади Свободы (Тависуплебис Моедани) в Тбилиси. В собрании около 140000 единиц хранения произведений грузинского, восточного, русского и европейского искусства.

## История
Предшественница современного музея Музея искусств — Национальная художественная галерея — была создана благодаря усилиям образованных молодых грузинских художников в Тифлисе 1 февраля 1920 года. Из этого проекта вырос Центральный музей изобразительных искусств, который был открыт в августе 1923 года. Дополнительные экспонаты были получены из различных мелких коллекций. В конце 1932 года музей был переведён в церковь XIII в районе Метехи.
В 1945 году после специального соглашения между Советским и французским правительством многочисленные произведения искусства, составляющие национальное сокровище Грузии — рукописи, изделия из металла, ювелирные изделия, эмали, живопись — эвакуированные грузинским правительством в изгнании после вторжения в 1921 году Красной Армии и сохранённые в эмиграции Эквтиме Такаишвили — были возвращены в Тбилиси и добавились к музейной коллекции.
Видный грузинский искусствовед Шалва Амиранашвили (в честь которого назван музей), был руководителем музея в течение более тридцати лет и сыграл важную роль в формировании коллекции.
В 1950 году музей стал официально называться Музей искусств Грузии. Тогда же он переехал в здание, которое занимает по сей день — построенное в 1838 году в классическом стиле здание Тифлисской духовной семинарии.
В конце 2004 года музей искусств Грузии вошёл в единую систему управления вместе с рядом других музеев, образовавших Грузинский национальный музей.

## Коллекция
Просторные залы музея стали домом для постоянной коллекции, состоящей из собраний грузинского, восточного, русского и европейского искусства.
Наиболее важной и большой частью музейной коллекции, является собрание грузинского искусства, иллюстрирующие развитие национальной художественной культуры на протяжении многих веков с древних времён и до наших дней. Второе по величине собрание — восточное, наиболее значимая его часть — это собрание художественных произведений Каджарского периода. Оно включает в себя несколько миниатюр персидских придворных художников — портреты красавиц, шахов и дворян.
Музей часто проводит временные выставки в других музеях Грузии и за рубежом.

## Галерея

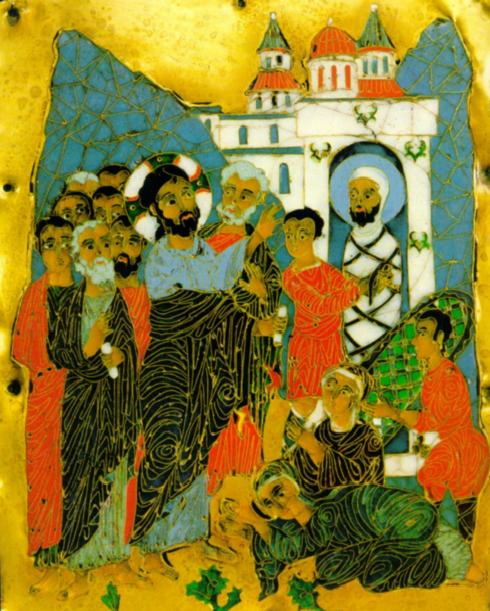
Воскрешение Лазаря, грузинская перегородчатая эмаль, XII век
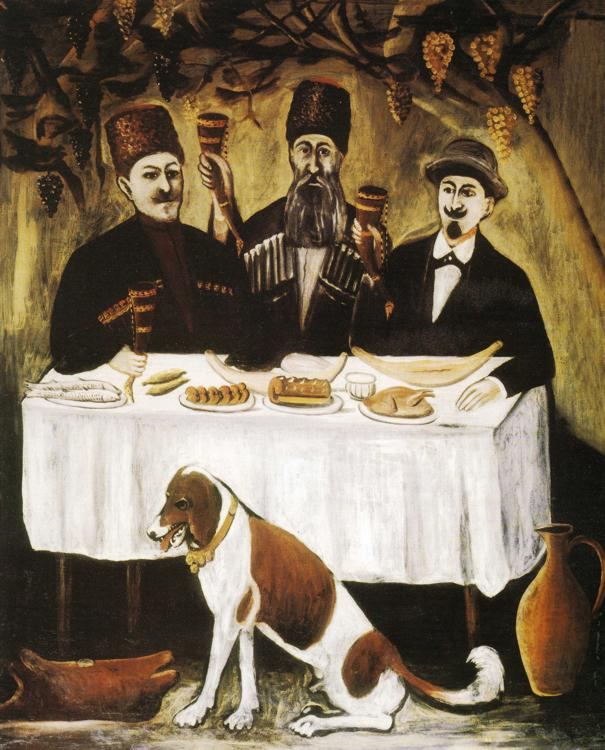
Нико Пиросманишвили, «Кутёж в виноградной беседке»
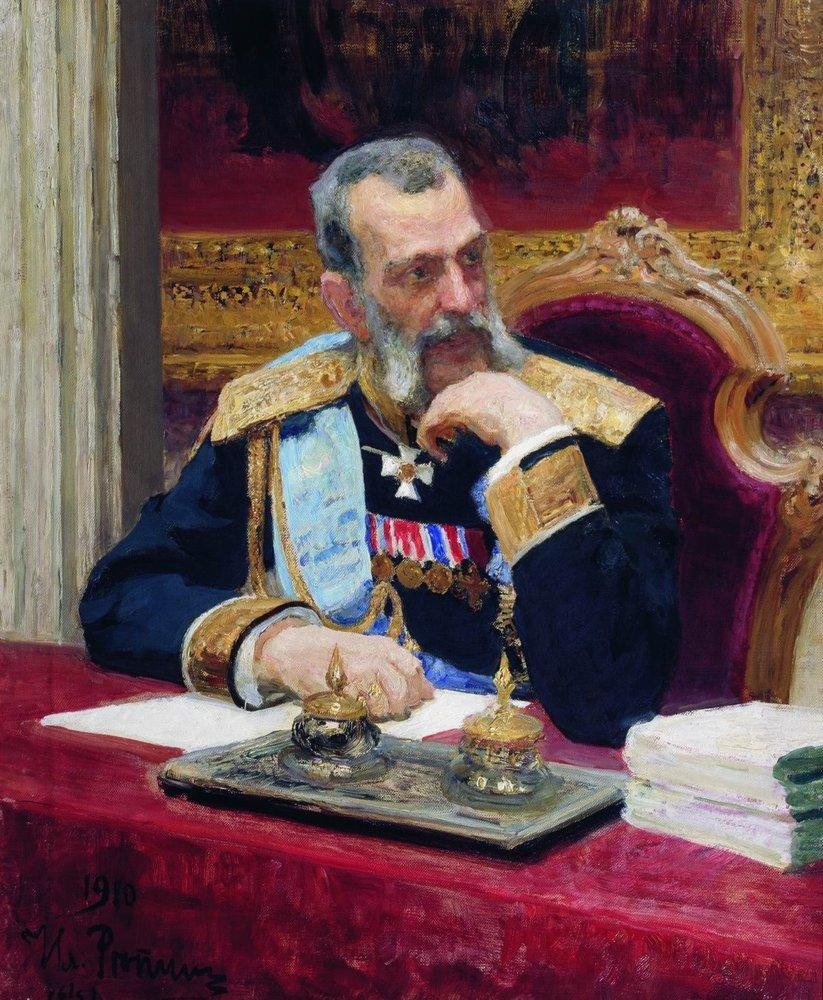
Репин, Илья Ефимович, Великий князь Владимир Александрович Романов, этюд к картине «Торжественное заседание Государственного Совета»